# Malvina

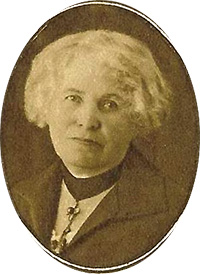
Malvina Bråkenhielm.

Malvina (även stavat Malwina) är ett kvinnonamn skapat av poeten James Macpherson (1736–1796). Han kan ha skapat det av skotsk gaeliska mal mhin 'slät panna'. En annan teori är att det kommer av de forntyska orden mal (rättfärdighet) och wini (vän). Det är tidigast belagt i Sverige år 1805.
Den 31 december 2009 fanns det 646 kvinnor med namnet Malvina/Malwina, varav 175 med det som tilltalsnamn.

## Personer med namnet Malvina
- Malvina Bråkenhielm (1853–1928), svensk författare
- Malwina Garrigues (1825–1904), portugisisk operasångare
- Malvina Hoffman (1885–1966), amerikansk skulptör
- Malvina Reynolds (1900–1978), amerikansk folksångare